# Nikita Razumov
Nikita Razumov, né le 11 octobre 1996 à Moscou, est un coureur cycliste russe.

## Palmarès
- 2016
  -  Champion de Russie du contre-la-montre en duo (avec Andrey Sazanov)
  - 2e du championnat de Russie de la montagne
- 2017
  - 4e étape des Cinq anneaux de Moscou
- 2018
  - 4e étape du Grand Prix de Sotchi
  - 3e étape de l'Udmurt Republic Stage Race (contre-la-montre)
- 2019
  - 1re et 2e étapes de la Sudak Stage Race
  - 2e étape du Grand Prix de Sotchi
  - 2e et 3e (contre-la-montre) étapes de l'Udmurt Republic Stage Race

## Classements mondiaux
| Année           | 2017   | 2018   |
| --------------- | ------ | ------ |
| UCI Europe Tour | 1 443e | 1 790e |